# Nana Akufo-Addo
Pour les articles homonymes, voir Akufo et Addo (homonymie).
Nana Akufo-Addo, né le 29 mars 1944 à Kyebi, est un avocat et homme d'État ghanéen, membre du Nouveau Parti patriotique. Il est président de la République de 2017 à 2025.
Il est président de la CEDEAO de 2020 au 3 juillet 2022,

## Biographie
William Addo Dankwa Akufo-Addo naît à Accra d'une importante famille de la royauté et de la politique ghanéenne. Il est le fils d'Edward Akufo-Addo et Adeline Yeboakua Ofori-Atta. Son père, né à Akropong a été juge en chef du Ghana (de 1966 à 1970), président de la Commission constitutionnelle (de 1967 à 1968) et président de la République (de 1970 à 1972). Le grand-père maternel d'Akufo-Addo était Nana Sir Ofori Atta Ier, roi d'Akyem Abuakwa, qui était un membre du Conseil exécutif du gouverneur de la Côte-de-l'Or avant l'indépendance du Ghana. Il est le neveu de Kofi Asante Ofori-Atta et de William Ofori-Atta. Son grand-oncle, J. B. Danquah, est un membre de la Big Six.
Il commence ses études primaires à l'école de garçons du Gouvernement à Adabraka et ensuite à l'école Rowe Road (maintenant appelé Kinbu), dans le quartier d'Accra Central. Il part ensuite au Royaume-Uni pour étudier à Lancing dans le Sussex pour l'obtention de son O-level et son A-level ; on le surnomme alors « Billy ». Puis, il commence un cours de philosophie, politique et d'économie au New College à Oxford en 1962, mais l'abandonne peu de temps après. Il retourne enfin au Ghana en 1962 pour enseigner à l'Accra Academy, avant d'étudier l'économie à l'université du Ghana à Legon en 1964. Il obtient son baccalauréat en sciences de l'économie en 1967. Il rejoint ensuite le Inner Temple pour devenir avocat en vertu du programme de mentorat aux Inns of court, où aucun diplôme officiel de droit n'était nécessaire. Il est admis au barreau de l'Angleterre (Middle Temple) en juillet 1971, puis au barreau du Ghana en juillet 1975. Akufo-Addo a travaillé avec la succursale parisienne du cabinet d'avocat américain Coudert Brothers et, en 1979, il cofonda le cabinet d'avocat Prempeh and Co.
Le 10 octobre 2022, il est fait « Docteur Honoris Causa » par l'Université Paris I Panthéon-Sorbonne.

### Carrière politique
Akufo-Addo entre en politique vers la fin des années 1970, lorsqu'il rejoint le People's Movement for Freedom and Justice (le Mouvement populaire pour la Liberté et la Justice), une organisation créée pour s'opposer au modèle d'un « gouvernement d'union » du Conseil militaire suprême du général Acheampong (1972-1978). 
En mai 1995, il fait partie d'un vaste groupe d'élites, l'Alliance for Change, une alliance qui a organisé des manifestations contre les politiques néo-libérales telles que l'introduction de la taxe sur la valeur ajoutée, et les violations des droits humains de la présidence Rawlings. L'organisation s'effondra plus tard en raison de luttes entre des membres pour les postes de directions. 
Dans les années 1990, il forme une organisation pour les droits civiques appelé Ghana's Committee on Human and People's Rights.

### Course à la présidence
En octobre 1998, Akufo-Addo se propose comme candidat à la présidence du NPP, mais il perd contre John Kufuor. Akufo-Addo devient alors le chef de campagne de Kufuor qui remporte l'élection présidentielle en décembre 2000, et assume ensuite la présidence du Ghana à partir de janvier 2001. Akufo-Addo devient le premier procureur général et ministre de la Justice de l'époque Kufuor. Il change de poste plus tard pour travailler au ministère des Affaires étrangères et au Nouveau partenariat pour le développement de l'Afrique (NEPAD),.
Aux primaires présidentielles de 2007, il est un candidat populaire du NPP, perdant de peu les élections. En 2008, il représente le NPP aux élections chaudement disputées qu'il perd contre John Atta Mills, du Congrès national démocratique (NDC). Au premier tour, Akufo-Addo amasse 49,13 % des voix, en légère avance sur Atta Mills, en dessous du 50 % requis pour remporter la victoire.
Il se lance à nouveau dans la course pour la présidence aux élections nationales de 2012 contre John Mahama du NDC, qui succède à John Atta Mills, alors décédé. Mahama est déclaré vainqueur de l'élection. Un résultat qui est juridiquement contesté par Akufo-Addo. L'affaire suscite beaucoup de controverse, mais la Cour Suprême décide, à cinq contre quatre, que Mahama est le vainqueur légitime. Akufo-Addo accepte tout de même le verdict pour assurer le maintien de la stabilité économique et internationale.
En mars 2014, Akufo-Addo annonce sa candidature à la présidence du pays pour la troisième fois, en vue des élections de 2016. Il remporte la victoire aux primaires du NPP en octobre 2014 avec 94,35 % des voix. La même année il sert en tant que président de l'organisation du Commonwealth d'observation des élections pour les élections sud-africaine,.
Avec sa campagne électorale, il met l'accent sur l'économie en promettant la stabilisation du taux de change du cédi et la réduction du niveau de chômage. Le 9 décembre 2016, le président Mahama concède la défaite et Akufo-Addo est élu avec 53,83 % des voix contre Mahama, qui n'en remporta que 44,41 %.

### Président de la République

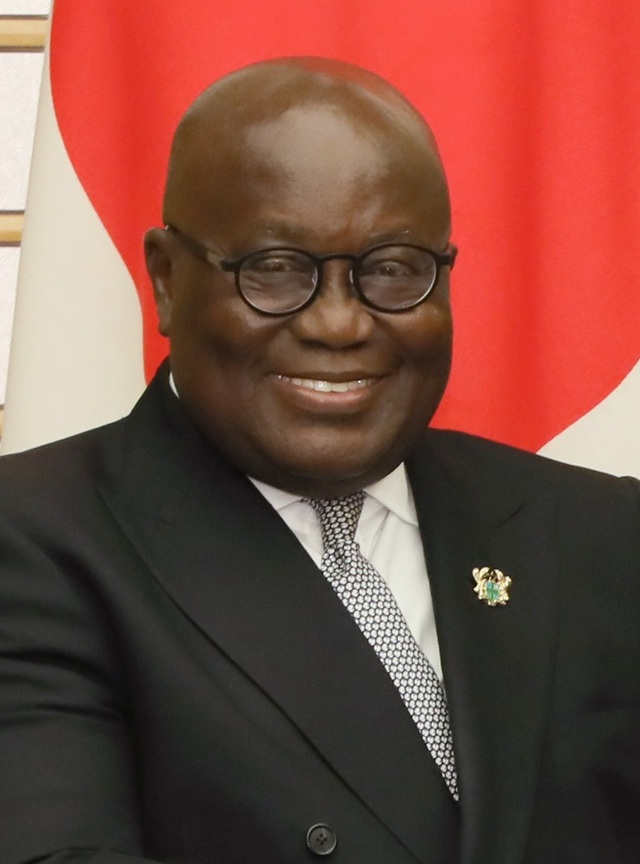

Akufo-Addo prend ses fonctions le 7 janvier 2017. Son investiture a lieu sur la place de l'Étoile Noire d'Accra. Douze présidents africains et européens ont assisté à la cérémonie, notamment Edgar Lungu, Abdel Fattah el-Sisi, Ernest Bai Koroma, Robert Mugabe, et Muhammadu Buhari,,.
Akufo-Addo se fit critiquer sur la scène internationale, en particulier sur les médias sociaux, pour avoir plagié des parties de son discours d'investiture en reprenant mot pour mot des discours des présidents américains John F. Kennedy, Bill Clinton et George W. Bush ainsi que des remarques livrées par le président nigérian, Muhammadu Buhari lors d'un événement de l'Institut des États-Unis pour la paix en 2015,,,,,. Son bureau de presse publia des excuses, son directeur de la communication décrivant la situation comme une « simple erreur qui n'était certainement pas délibérée »,,. À la suite de ce scandale, on découvrit qu'Akufo-Addo avait également plagié des parties de son discours de défaite en 2013 après que la Cour suprême du Ghana eut donné la victoire au président John Mahama en copiant intégralement une partie du discours du vice-président Al Gore en 2000 lors de son discours de défaite après la décision de la Cour Suprême américaine,,.
En septembre 2017, Akufo-Addo lance un programme, le SHS, qui rendra gratuit l'enseignement secondaire pour tous les Ghanéens. Le président déclare qu'il s'agit d'un « investissement nécessaire à l'avenir des travailleurs du pays » et que c'est un programme qui va aider les parents qui sont incapables de payer pour l'éducation de leurs enfants en raison de difficultés financières. Le programme a bien été accueilli par la population, les parents et les élèves ont été ravis et enthousiastes, toutefois, les écoles privées se sont opposées au programme, avertissant qu'il allait faire diminuer le nombre d'étudiants inscrits dans le secteur privé,. En 2017, Akufo-Addo nomme Elizabeth Agyemang une des dix ministres régionaux adjoints de son gouvernement. En septembre 2020, Akufo-Ado devient président de la CEDEAO.
En décembre 2020, Nana Akufo-Addo se présente pour un second et dernier mandat. Il est réélu dès le premier tour de l'élection présidentielle ghanéenne de 2020 avec 51 % des voix face notamment à l'ancien président John Dramani Mahama, qui réunit 47 % des suffrages.

## Vie privée
Il est anglican et membre de la Church of the Province of West Africa.

## Décorations étrangères
- Grand-croix de la Légion d'honneur, ( France)
- Grand-croix de l'ordre national du Côte d'Ivoire ( Côte d'Ivoire)
- Première classe de l’ordre d’Excellence ( Guyana)
- Grand-cordon de l'ordre des Pionniers du Libéria (en)  ( Libéria)
- Collier de l'ordre de Souveraineté ( Maroc)
- Grand-collier de l'ordre de l'Infant Dom Henrique ( Portugal)
- Grand-croix de l’ordre national du Lion ( Sénégal)
- Grand-cordon de l'ordre de la République serbe (en) ( Serbie)